# Jacques-Philippe Renout
Jacques-Philippe Renout, né le 11 septembre 1804 à Nice (département des Alpes-Maritimes sous le 1er Empire) et mort le 4 janvier 1867 à Louviers (Eure), est un artiste peintre français.

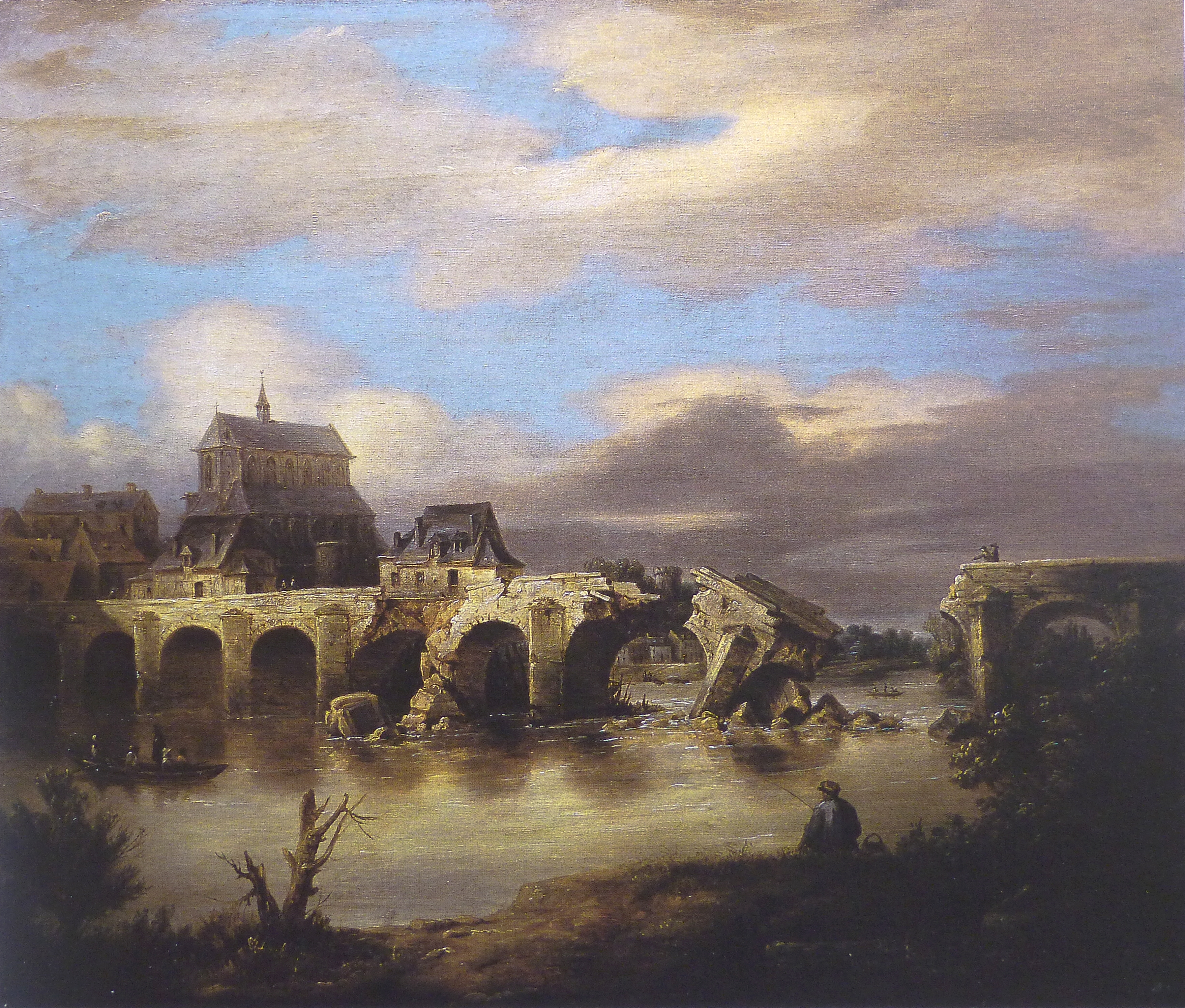
L'effondrement du Pont-de-l'Arche, toile de Jacques-Philippe Renout, vers 1850, musée de Louviers.

## Biographie
Jacques-Philippe Renout exerce le métier de professeur de dessin à Louviers.

## Œuvres
- Paris, musée d'Orsay, Portail d'une église gothique[3], dessin d'architecture.
  - Inscription au verso : donné à Irène Houët par Ph Renout
  - Provenance : collection de Juste Lisch ; collection de Georges Lisch, fils de Juste Lisch ; jusqu'en 2000, dans la collection de René Lisch, fils de Georges Lisch ; 2000, acquis par les Musées nationaux pour le musée d'Orsay.
- Louviers, musée de Louviers,
  - L'Effondrement du Pont-de-l'Arche (ici reproduit);
  - Abbaye de Bonport ; clair de Lune (don de Charles Lalun) (catalogue de 1888);
  - L'ancien pont de Folleville (catalogue de 1888);
  - Incendie de la grande manufacture de draps de M. Jourdain en 1853 (don de sa veuve) (catalogue de 1888);
  - Ruines de l'usine Jourdain le lendemain de l'incendie (don de sa veuve) (catalogue de 1888);
  - Église N.-D. de Louviers, portail du Midi (catalogue de 1888);
  - Intérieur de N.-D. de Louviers (catalogue de 1888);
  - Le Becquet, vue prise à Louviers (catalogue de 1888).
- Rouen, musée des Beaux-arts : Nature morte aux poissons et à la viande.